# 国際連合安全保障理事会決議2311
国際連合安全保障理事会決議2311（こくさいれんごうあんぜんほしょうりじかいけつぎ2311、英: United Nations Security Council Resolution 2311）は、2016年10月6日に国際連合安全保障理事会で採択された決議である。国際連合事務総長の任命について検討した上で、国際連合総会に対してアントニオ・グテーレスの任命を勧告した。任期は2017年1月1日から2021年12月31日までの5年間である。